# محمد فال ولد عمير
محمد فال ولد عمير (1920 م المذرذرة - 8 مايو 1965، داكار) سياسي موريتاني عارض نظام الرئيس المختار ولد داداه ولجأ إلى المغرب ثم عاد إلى الوطن

## نسبه
وهو محمد فال ولد أحمد للديد ولدمحمد فال ولد سيدي ولد محمد لحبيب ولد أعمر ولد المختار ولد الشرغي ولد اعل شنظورة ولد هدي ولد أحمد من دمان. سليل أمراء الترارزة.

## حياته
ولد الأمير محمد فال ولد عمير سنة 1920م المذرذرة  وقد كان زعيما لأحد جناحي أسرة إمارة الترارزة، وهذه الأسرة كان من دأبها الانقسام إلى جناحين جناح يتولى الإمارة وجناح يطالب بها، وكانت الإدارة الفرنسية في تلك الفترة تميل إلى الجناح الثاني المناهض للأمير ولد عمير.
وفي بداية ميلاد الدولة الموريتانية الحديثة عارض ولد عمير بشراسة حكم الرئيس المختار ولد داداه، ولجأ للمغرب.

## وفاته
توفي في أحد مستشفيات مدينة سينلوي السنغالية يوم 8 مايو 1965.